# Morphostenophanes
Morphostenophanes — рід жуків родини чорнотілок (Tenebrionidae). Містить приблизно 30 видів.

## Поширення
Рід поширений у Південно-Східній Азії.

## Опис
Дрібні і середнього розміру жуки з темним забарвленням тіла. Надкрила зрощені. Довжина витягнутого і стрункого тіла становить від 12 до 27 мм. Голова гіпогнатна, вужча пронотума. Кліпеус поперечний, майже гексагональний. Жвали у більшості видів двозубчасті.

## Види
- Morphostenophanes aenescens Pic, 1925
- Morphostenophanes atavus (Kaszab, 1960)[1]
- Morphostenophanes bannaensis Zhou, 2020
- Morphostenophanes birmanicus (Kaszab, 1980)[2]
- Morphostenophanes brevigaster Zhou, 2020
- Morphostenophanes chongli Zhou, 2020
- Morphostenophanes crassus Zhou, 2020
- Morphostenophanes cuproviridis  Gao & Ren, 2009
- Morphostenophanes curvitibialis Zhou, 2020
- Morphostenophanes elegantulus Masumoto & Bečvář, 2008
- Morphostenophanes furvus Zhou, 2020
- Morphostenophanes gaoligongensis  Zhou, 2020
- Morphostenophanes iridescens  Zhou, 2020
- Morphostenophanes jendeki Masumoto, 1998
- Morphostenophanes lincangensis  Zhou, 2020
- Morphostenophanes linglong Zhou, 2020
- Morphostenophanes luoxiaoshanus Zhou, 2020
- Morphostenophanes metallicus  Zhou, 2020
- Morphostenophanes minor Zhou, 2020
- Morphostenophanes papillatus Kaszab, 1941[3]
- Morphostenophanes planus Zhou, 2020
- Morphostenophanes purpurascens Zhou, 2020
- Morphostenophanes sinicus Zhou, 2020
- Morphostenophanes tanikadoi Masumoto, 1998
- Morphostenophanes tuberculatus Gao & Ren, 2009
- Morphostenophanes vietnamicus Kaszab, 1980[2]
- Morphostenophanes yunnanus Zhou, 2020